# Orchis
Orchis é um género botânico pertencente à família das orquídeas (Orchidaceae). Trata-se do gênero tipo da família Orchidacea, um dos oito gêneros originais desta família, descritos por Lineu.

## Etimologia
O nome deste gênero (Orch.) procede da latinização da palavra grega: όρχις (órkhis) que significa testículo, em referência ao formato dos dois pequenos tubérculos subterrâneos que algumas espécies terrestres do gênero apresentam. Como este gênero foi o primeiro gênero de orquídeas a ser formalmente descrito, dele derivou o nome de toda a família.
A palavra 'orchis' foi usada a primeira vez por Teofrasto (372 – 287 a. C.), em sua obra "De historia plantarum" (A história natural das Plantas ). Teofrastro foi discípulo de Aristóteles e é considerado o "Pai da Botânica  e da Ecologia.

## Descrição
Tanto por sua antiguidade como por abrigar espécies muito variáveis, hoje classificadas em grupos de espécies com muitas variedades, ou pela alta quantidade de híbridos naturais, desde que este gênero foi estabelecido, 1530 espécies foram a ele atribuídas em algum momento.
O gênero Aceras, cuja única espécie é a Aceras anthropophorum recentemente foi colocado sob sinonímia de Orchis entretanto aqui ainda vem em separado. Como decorrência deste movimento, o gênero híbrido × Orchiaceras foi também sinonimizado.

## Espécies
1. Orchis anatolica Boiss., Diagn. Pl. Orient. 5: 56 (1844).
2. Orchis brancifortii Biv., Stirp. Rar. Sicilia 1: 3 (1813).
3. Orchis canariensis Lindl., Gen. Sp. Orchid. Pl.: 263 (1835).
4. Orchis cazorlensis Lacaita, Cavanillesia 3: 35 (1930).
5. Orchis galilaea (Bornm. & M.Schulze) Schltr., Repert. Spec. Nov. Regni Veg. 19: 47 (1923).
6. Orchis italica Poir. in J.B.A.M.de Lamarck, Encycl. 4: 600 (1798).
7. Orchis mascula (L.) L., Fl. Suec., ed. 2: 310 (1755).
8. Orchis militaris L., Sp. Pl.: 941 (1753).
9. Orchis pallens L., Mant. Pl. 2: 292 (1771).
10. Orchis patens Desf., Fl. Atlant. 2: 318 (1799).
11. Orchis provincialis Balb., Mem. Reale Accad. Sci. Torino 1805-1808: 20 (1806).
12. Orchis punctulata Steven ex Lindl., Gen. Sp. Orchid. Pl.: 273 (1835).
13. Orchis purpurea Huds., Fl. Angl.: 334 (1762).
14. Orchis quadripunctata Cirillo ex Ten., Fl. Napol., Prodr.: liii (1811).
15. Orchis scopulorum Summerh., Bol. Soc. Brot., II, 35: 55 (1961).
16. Orchis sezikiana B.Baumann & H.Baumann, Mitt. Arbeitskreis Heimische Orchid. Baden-Württemberg 23: 215 (1991).
17. Orchis simia Lam., Fl. Franç. 3: 507 (1779).
18. Orchis spitzelii Saut. ex W.D.J.Koch, Syn. Fl. Germ. Helv.: 686 (1837).
19. Orchis wardii W.W.Sm., Notes Roy. Bot. Gard. Edinburgh 13: 215 (1921).